# Las Ruedas de Ocón
Las Ruedas de Ocón o Las Ruedas es una localidad del municipio de Ocón. El municipio de Ocón está formado por las localidades de: Aldealobos, Los Molinos de Ocón, La Villa Ocón, Oteruelo, Pipaona, Las Ruedas de Ocón y Santa Lucía.

## Demografía
Las Ruedas de Ocón contaba a 1 de enero de 2010 con una población de 50 habitantes, 33 hombres y 17 mujeres.
| Gráfica de evolución demográfica de Las Ruedas de Ocón entre 2000 y 2017                         |
|                                                                                                  |
| Población de derecho (2000-2017) según los censos de población del INE a 1 de enero de cada año. |

## Patrimonio
Los montes de los alrededores (Baldecabrones y en especial Sierra La Hez) que llega hasta Arnedillo  gozan de gran variedad de fauna y flora, desde pequeños roedores como la ardilla común y conejos hasta especímenes mayores como el jabalí, el corzo, y el ciervo.Abunda el bosque espeso, donde predominan hayas y chopos.
En el mismo centro del pueblo, se puede visitar el abrevadero y el antiguo lavadero, donde se reunían antiguamente las mujeres a lavar la ropa.
A la entrada del pueblo al margen derecho de la calle principal se sitúa la Iglesia de Santa Bárbara. 
Este es un edificio de mampostería y ladrillo que forma una nave de tres tramos con la cabecera ovalada. Al norte del primer tramo hay una sacristía y sobre la cabecera hay una torre en mampostería encadenada en ladrillo. El edificio parece ser del barroco de los siglos XVII-XVIII. En esta iglesia podemos encontrar a su vez numerosos elementos de patrimonio mueble como retablos con relieves del XVII, imágenes de San Pablo, de la Resurrección y de la Inmaculada, pinturas en tabla de los 4 Evangelios, imágenes de Santa Bárbara… todas entre el XVII y el XVIII.
En la misma plaza, frente a la iglesia, hay una casa rural, restaurada a partir de una casona tradicional, con capacidad para 16 plazas.
Al lado de ambos edificios están el consultorio y el bar y, en frente de la placita, un frontón que sirve de foro para todo tipo de actos deportivos y festivos.
El resto es medieval, con callejas estrechas y empedradas cuyos edificios están construidos en ladrillo y mampostería, aunque también hay casas nuevas. La aldea está dividida en dos núcleos de casas.
Los habitantes de Las Ruedas se les apoda "argelinos" o "cabileños". Sus fiestas de Santa Bárbara (2 de diciembre), las han trasladado al primer fin de semana de agosto.

### Patrimonio arqueológico
En las proximidades se hallan los restos de un acueducto romano en muy mal estado. También se conservan las ruinas de un molino de harina de los antiguos, con una reproducción al lado de como fue.

## Fenómenos meteorológicos
En marzo de 2008 cayó la mayor nevada de todo el invierno. La nieve llegó a los 50 cm. En las farolas colgaban largos carámbanos torcidos por la fuerte ventisca.

## Fiestas
- El primer fin de semana de junio se celebra La Estanquilla, en el que todos los pueblos del valle llevan sus patronas a la ermita de La Estanquilla, donde se celebra una misa.
- El último fin de semana de julio se celebra la fiesta de la patrona del pueblo , Santa Bárbara.
- El primer fin de semana de diciembre se celebra la fiesta de la patrona del pueblo , Santa Bárbara.